# Miguel García Granados
Miguel García Granados (El Puerto de Santa María, Cádiz, España, 29 de septiembre de 1809 - Ciudad de Guatemala, 8 de septiembre de 1878) fue un político y militar guatemalteco. Tras la revolución liberal de 1871,  fue presidente de facto de Guatemala (1871-1873).

## Biografía
Miguel García Granados nació en El Puerto de Santa María, España, en 1809, emigrando su familia a Guatemala cuando él tenía dos años de edad. Estudió en la Escuela Eclesiástica de Primeras Letras «San José de Calazans», una de las dos escuelas primarias fundadas por el arzobispo de Guatemala Cayetano Francos y Monroy en la Nueva Guatemala de la Asunción a finales del siglo xviii.  En 1821 intentó ingresar al Ejército en clase de Cadete, en los cuerpos de Línea, pero no fue aceptado por su corta edad; en esa época, había un puesto intermedio entre el oficial y el sargento primero, a la que únicamente podían optar aquellos que eran hijos de los militares españoles en las provincias coloniales.
Con la educación de la escuela de primeras letras, su familia lo envió a estudiar al extranjero en 1823, visitando Nueva York, Filadelfia y Londres, en donde inició el estudio del Arte de la Guerra en 1825. Regresó a Guatemala en 1827, y de inmediato se incorporó a las filas del ejército conservador del Estado de Guatemala, que ya se encontraba inmerso en la guerra civil centroamericana, como subteniente del Batallón de Milicias N.º1. En esta campaña estuvo en prisión casi un año en El Salvador junto con José Batres Montúfar, insigne poeta guatemalteco.
| García Granados refiere en la primera parte de sus Memorias algunos detalles de la estancia de los dos prisioneros de San Salvador y de sus entretenimientos literarios: «Los Montúfares tenían buenos libros y yo todos los leí. Como algunos de éstos estaban en francés, que yo entonces no entendía, Pepe Batres me dio lecciones de traducción y en pocos días pude ya leerlos. En cambio, yo le daba de inglés y admiré la facilidad y prontitud con que aprendió a traducir esa lengua.» Tomado de: García Granados, M. Memorias |

Regresó a Guatemala, en donde fue continuó prisionero hasta que fue liberado pocos días después; sin embargo, con la derrota del gobierno conservador de Mariano de Aycinena y Piñol a manos del general liberal hondureño Francisco Morazán en 1829, el conservador Clan Aycinena del que era miembro la familia García Granados fue expulsado de Centroamérica, sus bienes confiscados y muchos tuvieron que devolver los sueldos que habían devengado durante el gobierno conservador entre 1825 y 1829.  La familia de García Granados prácticamente pasó de la opulencia a la miseria en ese tiempo; acusados de participar en una supuesta rebelión contra el gobierno del doctor Pedro Molina, fue llevado a 
unos calabozos infestados de hormigas venenosas junto con su hermano Manuel, en donde estuvieron prisioneros hasta que la causa fue desestimada, el 24 de diciembre de 1829.
Su hermano mayor se exilió en México, desde donde llamó a su familia para que se trasladara a Chiapas; sin embargo, la familia carecía de recursos y tuvo que quedarse en Guatemala, en la hacienda de la familia Alvarado en Bárcenas. A dicha hacienda llegó a vivir también su hermana María Josefa, quien ya tenía doce años de casada.
Luego de que las fuerzas del general Rafael Carrera retomaron el control de Guatemala en 1840, durante el breve exilio de este a México entre 1848 y 1849, García Granados estuvo encargado de perseguir al caudillo conservador cuando este ingresó de nuevo a Guatemala; las tropas de García Granados persiguieron a Carrera en la región de Los Altos, pero Carrera rehuyó el combate por no tener suficientes efectivos ni pertrechos de guerra.

### Exilio a Europa
García Granados era primo hermano de José Víctor Zavala y cuñado de Luis Batres Juarros, y siempre fue un brillante diputado opositor al régimen de Carrera.  En una oportunidad en que atacó al gobierno, aseguró «que prevalecía el militarismo más escandaloso con quinientos soldados en la capital y otros mil en los departamentos, ganándose dos reales diarios cada uno, en vez de trabajar en la agricultura y que la culpa de todo esto la tenía Carrera que gustaba de tanta tropa».  De acuerdo al historiador guatemalteco Antonio Batres Jáuregui en su obra América Central ante la Historia, Carrera resolvió el asunto de la siguiente forma: 
| Pocos días después convidó el presidente Carrera a varios a una comida en su casa, y estuvo invitado «Chafandin», como le decían a don Miguel. Reinaba toda la cordialidad. A los postres, dirigióse Carrera [a don] José Víctor Zavala diciéndole: «Oiga coronel, ¿usted cree en sueños? Es decir, ¿que si resultará cierto lo que aparece cuando sueña?» [...] Contestóle [Zavala] en el acto: «Pues señor, hay muchos ejemplos de haberse realizado los sueños; [...] pero también es verdad que no todos los sueños tienen efecto real y aparecen después como un suceso positivo.» «Preguntaba yo esto —continuó Carrera diciendo—, porque voy a contar a usted un sueño terrible que tuve anoche y que me conmovió muchísimo. Figúrese que soñé de repente, que me había levantado de mi cama, y dirigiéndome a la guardia del Cuartelito ([...] por la parte de atrás con la casa de Carrera y tenía cien hombres [...]), tomé una escolta, mandé a sentarse en un banco a nuestro buen amigo, el inteligente don Miguel García Granados, a quién apreciamos, y di la orden de hacerle fuego, pasándolo por las armas... Entonces desperté azorado, me palpitaba recio el corazón, y dije: ¡Qué es lo que he hecho! Todavía, al recordarlo, me espanto. Vamos a tomar esta copa, para que ni en sueños vuelva yo a tener una pesadilla tan grande. Salud, señores.» Todos comprendieron el sentido de aquel sueño, pero continuaron con la misma cordialidad que reinaba en el banquete. El mismo Carrera, con genial benevolencia, embromaba y se reía. García Granados, naturalmente, no se dio por entendido; pero, al siguiente día, don Luis Batres Juarros, que era mentor de Carrera, fue a ver a su hermano político don Miguel que estaba todavía en la cama, como acostumbraba, hasta las doce del día — y le dijo: «Es preciso que se marche a Europa, porque a la menor sospecha que diera, o discurso que volviera a decir, se realizaría el sueño.» —Antonio Batres Jáuregui |

Dos semanas después ya estaba García Granados, junto con su esposa, en camino hacia París.

### Exilio en El Salvador y ayuda a Gerardo Barrios

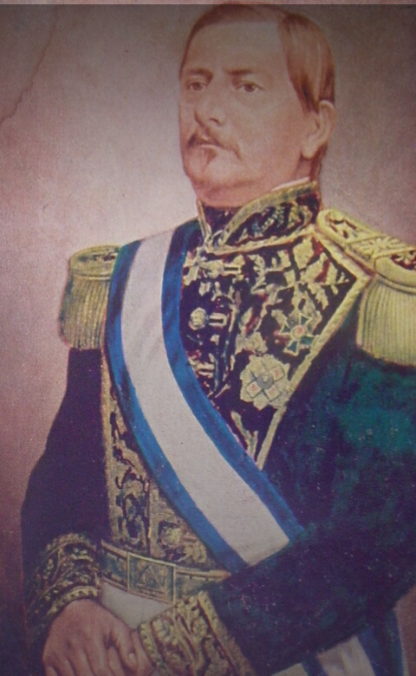
Presidente Salvadoreño liberal Gerardo Barrios.

Hacia el final del gobierno de Carrera, se exilió en El Salvador en donde fue asesor del presidente liberal Gerardo Barrios -acérrimo enemigo de Carrera- y lo convenció de que para llevar el progreso a Guatemala tenían que derrocar a Carrera y eliminar las políticas de este que protegían las tierras ejidales de los nativos guatemaltecos.  García Granados consideraba que el progreso para Guatemala consistía en confiscar las tierras de indios para convertirlas en fincas privadas para el cultivo de café y en el uso de la mano de obra indígena para dicho cultivo.
Fue diputado de la Asamblea Legislativa de Guatemala; luego de la muerte del presidente vitalicio conservador general Rafael Carrera en 1865, se convirtió en el principal dirigente del partido liberal, que se oponía al gobierno conservador del mariscal Vicente Cerna y Cerna; tuvo que marcharse al exilio en México tras el movimiento revolucionario que fracasó en Palencia, en 1870, con la muerte del Mariscal Serapio Cruz.
Radicado en México, se alió con Justo Rufino Barrios, dando así inicio a la fase militar del movimiento liberal de 1871, con la compra de armamento en los Estados Unidos. Organizó una fuerza invasora en la Hacienda «El Puente» e ingresó a Guatemala el 28 de marzo del mismo año. Para el 3 de junio luego de ubicarse en Patzicía, se emitió el acta en que, a nombre de la nación, desconoció al Mariscal Vicente Cerna como gobernante y se proclamó Presidente Provisorio.  Luego de una serie de acciones el Movimiento Liberal triunfó e ingresó a la Ciudad de Guatemala el 30 de junio de 1871.

## Ascenso al poder y gobierno

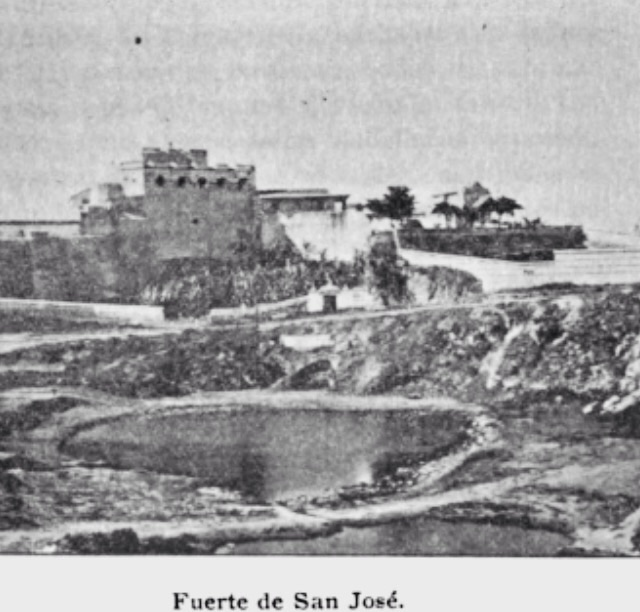
Fuerte de San José Buena Vista. Construido por Rafael Carrera y Turcios, sirvió como cárcel de presos políticos durante su gobierno y el del mariscal Vicente Cerna y Cerna. García Granados estuvo prisionero en las bartolinas de este fuerte.

El 30 de junio de 1871, el ejército liberal entró en la Ciudad de Guatemala y García Granados fue elegido presidente provisional, gobernando hasta el 4 de junio de 1873.  Sus ministros de estado fueron:  José Víctor Zavala —en el ministerio de la Guerra—, Felipe Gálvez —en el ministerio de Relaciones Exteriores y en el de Instrucción Pública—, J.M. Samayoa —en el ministerio de Fomento—, y Francisco Alburez —en el de Gobernación, Justicia y Asuntos Eclesiásticos.
Desde los primeros días de su gobierno, se iniciaron los decretos que modificaron radicalmente la política económica y diplomática del régimen guatemalteco. Por ejemplo, el ministerio de Fomento fue creado por García Granados el 25 de agosto de 1871, según el decreto N.°14 del gobierno liberal, en sustitución del Consulado de Comercio que había funcionado durante los gobiernos conservadores; este nuevo ministerio quedó encargado de promover y mejorar el comercio, la agricultura, ganadería, artes, industrias, obras públicas, líneas telegráficas y demás medios de comunicación.
También hubo otros decretos, destinados a eliminar cualquier vestigio conservador de los emblemas nacionales; el decreto N.°12 del gobierno liberal instituyó la nueva bandera nacional de Guatemala el 17 de agosto de 1871, revirtiendo a los colores aprobados el 21 de agosto de 1823 y eliminando las franjas rojas y amarillas que habían sido instituidas por el gobierno de Rafael Carrera como referencias a España.
A principios de octubre de 1871 se produjo una revuelta conservadora en el oriente del país, que obligó a García Granados a salir de la ciudad a aplacarla;  entonces, aprovechando su ausencia, los ministros de Estado emitieron los decretos N.º 21 y 22 del 14 de octubre de 1871, lo nombraron a él como Capitán General del Ejército y al entonces mariscal Justo Rufino Barrios como Teniente General del Ejército, por sus «servicios en favor de los pueblos».  El 17 de octubre regresó García Granados y ratificó esos decretos y también emitió el decreto N.º 23 por el cual expulsó al arzobispo de Guatemala —Bernardo Piñol y Aycinena— y el N.°24 con el que expulsó al obispo de Teya —Mariano Ortiz Urruela— por haber dirigido la revolución conservadora en oriente.
Su política mermó la educación religiosa e impulsando la educación laica, y eliminando muchos de los privilegios que tenía el clero regular, principal latifundista conservador y aliado del gobierno de Carrera y de Cerna. 
El 8 de mayo de 1872 estalló la guerra contra Honduras, y el capitán general García Granados fue en persona a encargarse de las tropas guatemaltecas; todos los guatemaltecos comprendidos entre los 18 y los 50 años de edad tenía la obligación de enlistarse. Únicamente los empleados municipales, los bequistas del Colegio San José de los Infantes y los alumnos del Colegio de San Vicente de Paul, y las personas con intención de radicarse en los puertos de San José, Champerico y Livingston, regiones que los liberales querían poblar por su importancia estratégica en la exportación del café.  En su lugar quedó como presidente provisorio interino el teniente general Justo Rufino Barrios, quien aprovechó los días de ausencia de García Granados para implementar los cambios que él quiso:
Ahora bien, García Granados pese a su educación esmerada, no fue capaz de gobernar al pueblo guatemalteco, conformado en su mayoría por indígenas analfabetos que no tenían trabajo pues el añil ya no se producía debido a la invención de los tintes sintéticos.  Mientras su casa era un cenáculo en el que se reunían los literatos más famosos de aquella época en Guatemala y se entretenían leyendo sus creaciones o jugando a la ruleta, los dados o los naipes, los indígenas se estaban alzando en Mataquescuintla y otros lugares del occiones guatemalteco. García Granados, víctima de los desvelos ya ni se presentaba a la Casa Presidencial ni mucho menos a su despacho.
Debido a que la vida disipada de García Granados puso en peligro la gestión liberal en Guatemala, fue forzado a convocar a elecciones presidenciales en las que resultó elegido el general Justo Rufino Barrios; al entregar el poder, la Asamblea Nacional Legislativa, por medio de un decreto firmado por el General Barrios y todos los diputados, declaró «Benemérito de la Patria» a García Granados.

## Después del gobierno

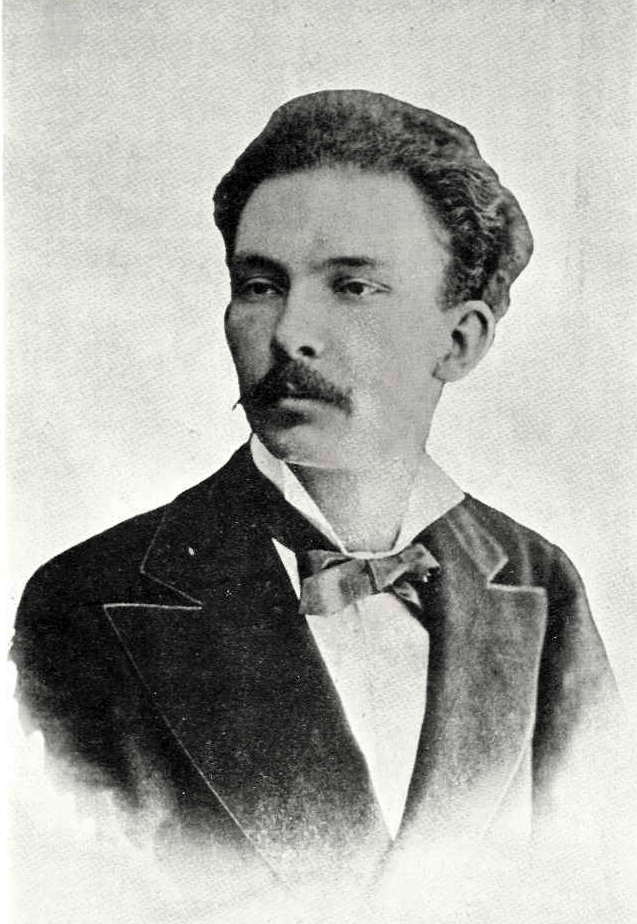
José Martí en 1875. En 1877 llegó a Guatemala y cortejó a María García Granados, hija del general, a quien finalmente inmortalizó en su poema La Niña de Guatemala.

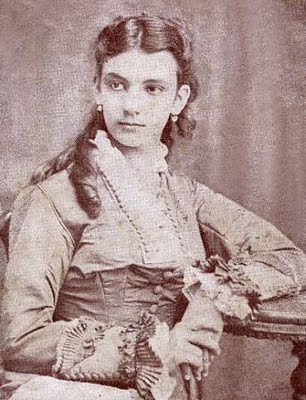
María García Granados y Saborío, hija del general Miguel García Granados y sobrina/nieta de la hermana del general, la periodista y poetisa María Josefa García Granados Se enamoró de Martí cuando este llegó a Guatemala, y su temprana muerte dio origen a la leyenda de La Niña de Guatemala.

Tras entregar el poder, García Granados se retiró de la vida pública dedicándose a escribir numerosos artículos sobre temas diversos en periódicos y revistas; un álbum de pensamientos políticos; varias proclamas de la época en la cual figuró como caudillo revolucionario y gobernante de Guatemala; un folleto sobre cuestión monetaria; dos tomos que contienen sus Memorias, salpicadas de agudo ingenio y llenas de interesantes datos históricos.  También continuó con sus tertulias nocturnas a las que acudían los intelectuales guatemaltecos.

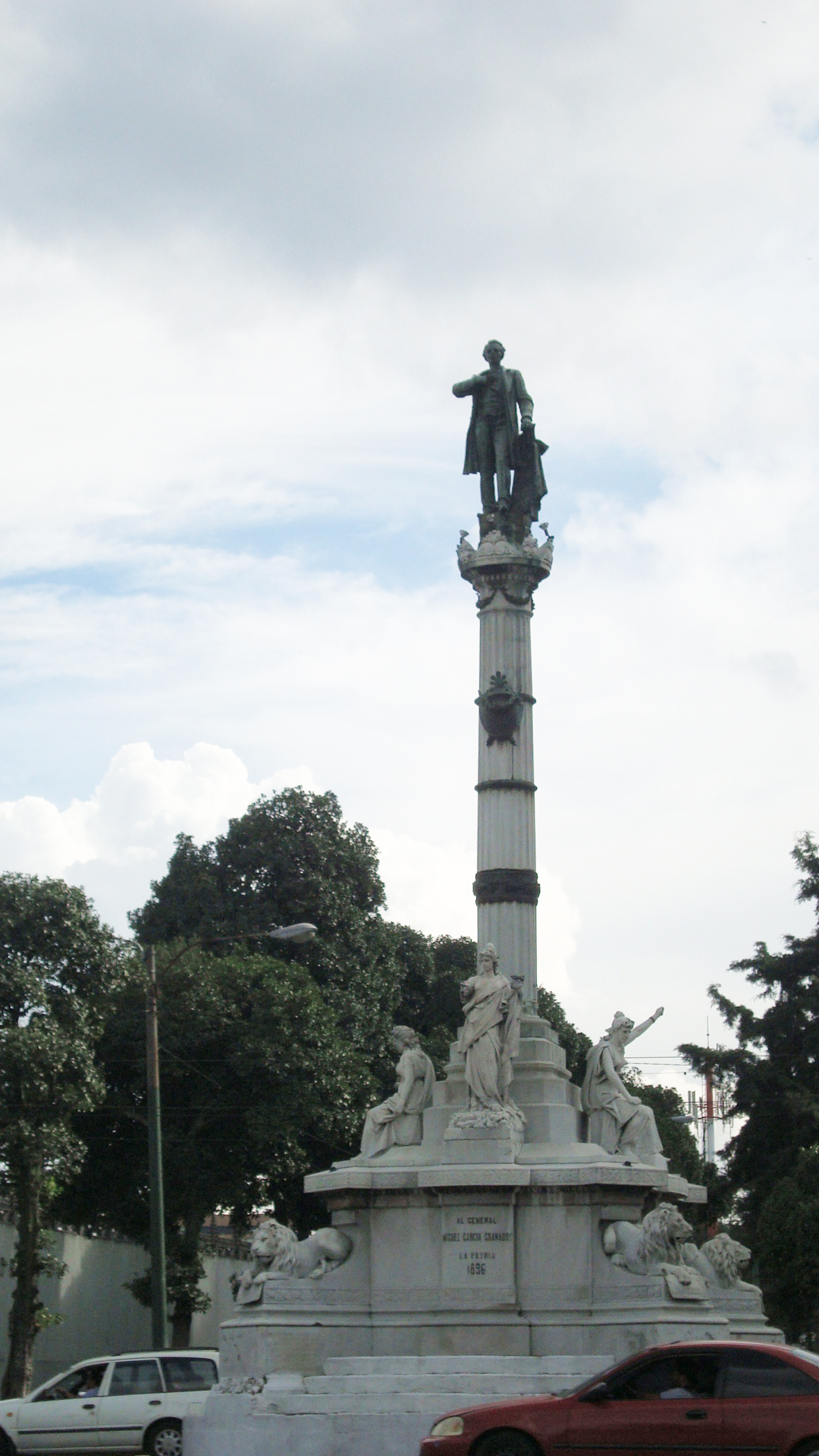
Monumento al general García Granados. Está en la Avenida La Reforma, frente a la antigua Escuela Politécnica. Fue inaugurado el 30 de junio de 1896, por el gobierno del general José María Reyna Barrios.

En 1877 llegó a Guatemala el insigne poeta José Martí, quien empezó a dar clases en los recién fundados Instituto Nacional Central para Varones y Escuela Normal para Varones.  En ese tiempo, todos los catedráticos de estas instituciones eran intelectuales de altos quilates, incluyendo al español Valero Pujol, el alemán Edwin Rockstroh y el poeta cubano José Joaquín Palma, quienes se reunían en tertulias intelectuales por las noches.  En una de esas tertulias, Martí conoció a María García Granados y Saborío, hija del general García Granados y, a pesar de estar ya comprometido con una dama Cubana, empezó a visitarla a su residencia, en donde jugaba frecuentemente al ajedrez con el general. María se enamoró de Martí, pero este no pudo corresponderle y tras un viaje a México a principios de 1878, regresó ya casado con Carmen.  Diferentes historias existen de lo que pasó después, pero lo cierto es que pocos meses después fallecieron María y el general García Granados.  Años más tarde, en 1891, Martí escribió el hermoso poema homenaje La Niña de Guatemala, donde deja entrever que María murió de tristeza por su abandono.

## Muerte
García Granados falleció el 8 de septiembre de 1878,  a la edad de 69 años. A su cortejo fúnebre asistieron miembros del Gobierno, Ejército, Asamblea Nacional, Municipalidad y personas particulares que lo acompañaron al Cementerio San Juan de Dios; su oración fúnebre fue pronunciada el Doctor Lorenzo Montúfar, reconocido ministro del gabinete, catedrático e historiador liberal.

### Traslado de sus restos al Cementerio General
El 30 de junio de 1894, sus restos fueron trasladados de su antiguo y sencillo mausoleo en el cementerio de San Juan de Dios a un monumento conmemorativo en el nuevo Cementerio General, traslado que se verificó con todos los honores de ordenanza correspondiente; el renombrado orador y diputado Rafael Spínola estuvo a cargo del discurso de honor pronunciado antes de que se procediera a la solemne inhumación de los restos.

### Segundo traslado de sus restos por deslaves en el cementerio
Los restos de García Granados fueron exhumados el 10 de julio de 2015 ya que su tumba y monumento estaban en una parte del área considerada de riesgo en el Cementerio General de la Ciudad de Guatemala, donde se habían estado registrando deslaves desde marzo.  Para las tareas de exhumación fueron enviados elementos del Ejército de Guatemala, quienes removieron las piezas de losa, ladrillo y tierra; en los trabajos también participó personal del Instituto de Antropología e Historia (IDAEH).  Los restos del expresidente guatemalteco fueron depositados temporalmente en el nicho de párvulos N.º 630 de dicho cementerio temporalmente.

### Tercer traslado de sus restos definitivo
El 22 de noviembre de 2021 el Ejército de Guatemala anunció la exhumación de los restos del expresidente, que estaban ubicados temporalmente en el área de párvulos del Cementerio General, para trasladarlos a un sitial de honor en la Escuela Politécnica en el municipio de San Juan Sacatepéquez para que reposen en ese lugar de forma definitiva

## Reconocimientos
- La efigie de Miguel García Granados se encuentra en el billete de 10 Quetzales.
- El 13 de enero de 1893 fue creado el municipio de Granados en su honor, por un decreto firmado por el general José María Reina Barrios.[32]
- El 30 de junio de 1896 se inauguró un monumento en su honor frente al Cuartel de Artillería de la avenida Reforma, también por el gobierno del general Reyna Barrios.[28]
- Hermano de la escritora guatemalteca María Josefa García Granados, quien fue amiga y maestra de piano de José Batres Montúfar.